# Supermarine S.5
Supermarine S.5 var ett brittiskt tävlingsflygplan designat av Reginald Joseph Mitchell för 1927 års tävling om Schneidertrofén. Flygplanet var en vidareutveckling av den tidigare Supermarine S.4 som förolyckades strax innan tävlingen 1925.
Jämfört med S.4 hade S.5 inte bara en starkare motor, den var helt byggd i metall. Vingarna på S.4 var byggda i trä och råkade i självsvängning vid hög fart vilket ledde till haveriet 1925. Medan S.4 var midvingat och helt utan stöd för vingarna var S.5 lågvingat och hade vajrar till stöd mellan vingarna och pontonerna. Dessutom hade S.5 ett nytt kylsystem där ytan på vingarna fungerade som kylare.
S.4 hade varit ett privat initiativ av Supermarine och förlusten av det flygplanet gjorde att Storbritannien inte hade någon maskin som kunde delta i 1926 års tävling. År 1927 däremot stod brittiska staten som sponsor vilket gjorde att man kunde tillverka tre flygplan för att gardera sig. Villkoret var att maskinerna skulle flygas av flygvapenofficerare.
Tävlingen om Schneidertrofén gick av stapeln 26 september 1927 i Venedig. Löjtnant Sidney Norman Webster vann tävlingen i sin S.5 med en genomsnittshastighet på 453,28 km/h. Hans kollega löjtnant Oswald Worsley i en annan S.5 med något starkare motor kom tvåa med 439,21 km/h. Webster fick motta Air Force Cross för segern.
En tredje S.5 kraschade under ett rekordförsök 12 mars 1928 varvid piloten löjtnant Samuel Kinkead omkom.